# Delft (stacja kolejowa)
Delft – stacja kolejowa w Delfcie, w prowincji Holandia Południowa. Stacja została otwarta w 1847. Posiada 2 perony.
| Delft                                                 |  |                            |
| Linia Amsterdam Centraal – Rotterdam Centraal (69 km) |  |                            |
| Rijswijkodległość: 4 km                               |  | Delft Zuid odległość: 2 km |